# Отело (опера)
Вижте пояснителната страница за други значения на Отело.
„Отело“ е опера от италианския композитор Джузепе Верди. Действието се развива в пристанищен град на остров Кипър в края на XV век. През 1880 г. Ариго Бойто предлага на Верди сценарий за либрето на Шекспировата драма 'Отело'. Верди работи над операта в продължение на пет години, като междувременно преработва „Симоне Боканегра“ и „Дон Карлос“. Премиерата е на 5 февруари 1887 г. в миланския театър Ла Скала.
В България „Отело“ е поставена за първи път в Софийската народна опера през 1922 г. с диригент Тодор Хаджиев и режисьор Н. Веков.